# Peter Johansson (kristen artist)
Ulf Peter Mikael Johansson, född 18 september 1963 i Eksjö församling i Jönköpings län, är en svensk kristen artist och låtskrivare.
På 1980-talet spelade Peter Johansson i bandet Mie Band som släppte plattan I min fantasi (1985) och därefter i bandet Duo Vox. Han släppte tillsammans med Sören Ylenfors plattan En liten bit på väg (2006) samt därefter soloplattorna Inte utan dig (2010), Om igen (2013), I denna verklighet (2015) och Tillit (2017). Han har också arrangerat kristna konserter i Jönköpingsbygden.
Peter Johansson växte upp i Bankeryd norr om Jönköping och driver en presentreklambyrå sedan 1991. Han gifte sig 1989 med Carina Gunnarsson (född 1969) och har tre barn.

## Diskografi i urval
- 1985 – I min fantasi (Mie band)[5]
- 2006 – En liten bit på väg, med Sören Ylenfors[6]
- 2010 – Inte utan dig[7]
- 2013 – En del av oss
- 2013 – Om igen[8]
- 2015 – I denna verklighet[3]
- 2017 – Tillit[9]
- 2021 - Ett ögonblicks sekund [10]